# Power metal
 (mai 2024).
Si vous disposez d'ouvrages ou d'articles de référence ou si vous connaissez des sites web de qualité traitant du thème abordé ici, merci de compléter l'article en donnant les références utiles à sa vérifiabilité et en les liant à la section « Notes et références ».
Pour l'album de Pantera, voir Power Metal (album).
Genres associés
Heavy metal traditionnel, speed metal
Le power metal est un terme qui a été employé de façons diverses et variées au cours de l'histoire du metal pour désigner différentes tendances de heavy metal, parfois sans rapports directs entre elles. Les glissements terminologiques ont parfois rendu la définition précise du genre ardue. Cependant depuis la fin des années 1990, l'emploi du terme power metal semble s'être fixé pour désigner principalement une forme de heavy-speed mélodique. En ce sens, le terme « power metal » est employé pour désigner une forme de metal conjuguant les traits du heavy metal traditionnel et du speed metal, tout en mettant l'accent sur les accroches mélodiques et les atmosphères épiques.
Les prémices de ce style musical ont été introduites par les groupes Helloween, Running Wild (groupe allemand de speed metal), et Blind Guardian à la fin des années 1980, mais ce n'est qu'au milieu des années 1990 qu'il fut considéré comme un genre à part entière. Les textes de ces musiques se consacrent souvent à des thèmes fantastiques ou liés à l'heroic fantasy,c'est pourquoi il est commun d'entendre l'appellation fantasy metal ou epic fantasy metal. Cet article abordera ici principalement le power metal dans le sens de cette acception, actuellement la plus répandue.

## Terminologie

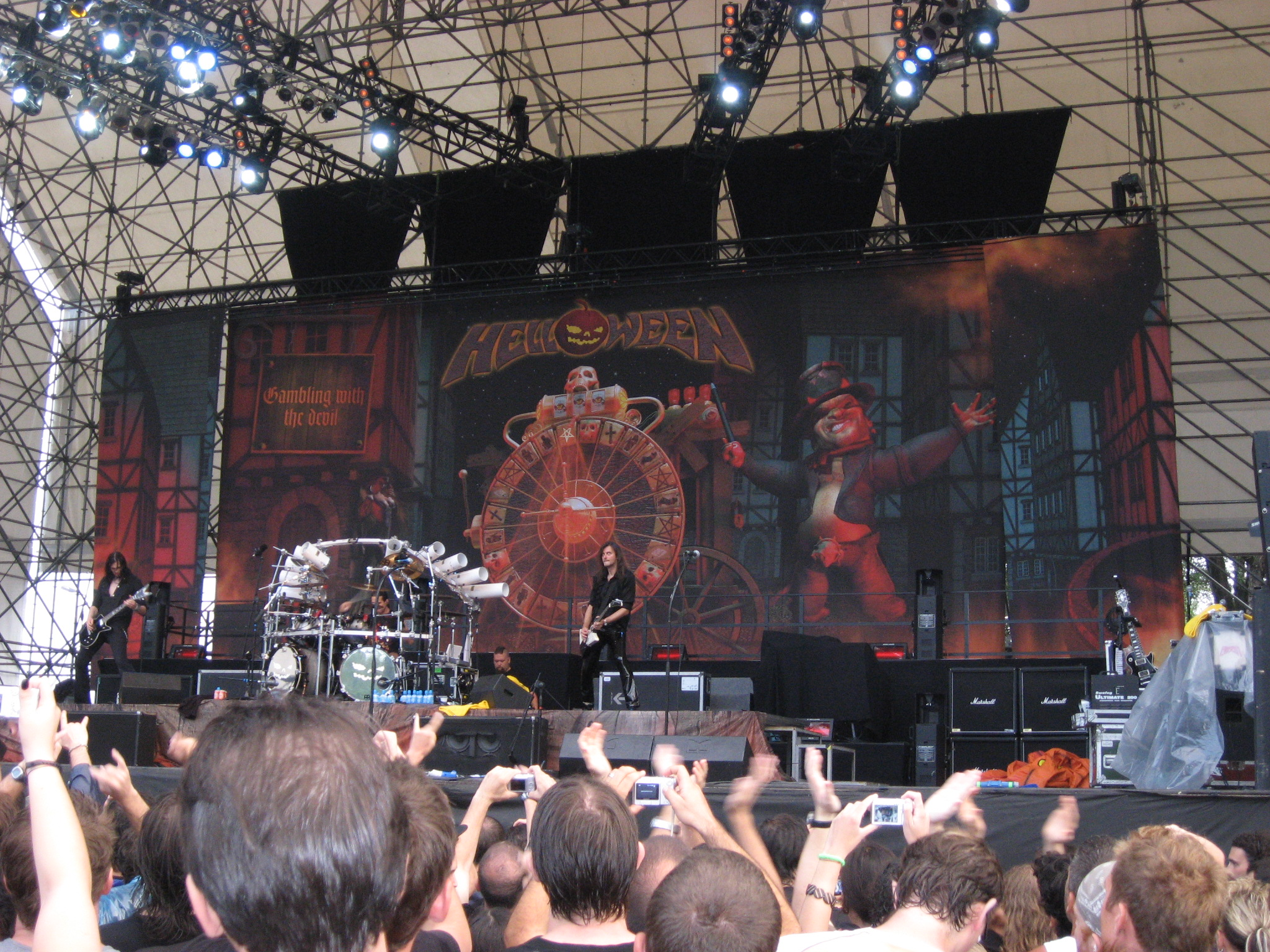
Helloween (2008).

Avant de désigner un style bien précis, le terme « power metal » fut employé de façons diverses au cours des années 1980, sans forcément qu'il y ait convergence au regard des styles de musiques auxquels il était censé s'appliquer. Il aurait été utilisé pour la première fois par Ron McGovney en 1982, bassiste de Metallica à l'époque pour caractériser la musique du groupe : 

« C'est une drôle d'histoire. Je devais faire imprimer des cartes de visite avec le nom du groupe pour qu'on les envoie à des responsables de club avec notre démo. La carte devait juste comporter le logo de Metallica et notre numéro de téléphone. Mais j'ai trouvé que ça avait l'air trop quelconque, alors j'ai décidé de rajouter quelque chose sous le logo. Je voulais pas mettre 'hard rock' ni 'heavy metal', alors j'ai eu idée de mettre 'power metal'. Je trouvais que ça sonnait bien. Pour autant que je sache, aucun groupe n'avait employé cette expression avant nous. »

Dans un autre registre, le terme a également servi de titre au premier E.P. sorti en 1983, Power metal EP, d'un groupe obscur américain The Beast, œuvrant alors dans un genre alliant punk et speed Metal, ainsi qu'au quatrième album de Pantera, album qui sonne le début de la plongée de Pantera dans le thrash metal et groove metal. La musique du groupe Manowar a aussi été qualifiée de « power metal » dans les années 1980. Ce terme dans ce contexte visait essentiellement à désigner indifféremment des groupes de heavy metal traditionnel mettant l'accent sur la puissance de leur musique et une imagerie guerrière. Très proche du style traditionnel, ces groupes ont cependant adopté des rythmiques plus énergiques mais aussi avec une approche plus mélodique et plus d'emphase des leads de guitare, comparativement au thrash metal. Le chant adoptant très généralement un style haut-perché. Dans les années 1990, cependant, le terme a fini par être employé de façon plus précise pour désigner un genre aux contours stylistiques bien plus définis et prenant ses racines dans la musique des années 1980.

## Histoire

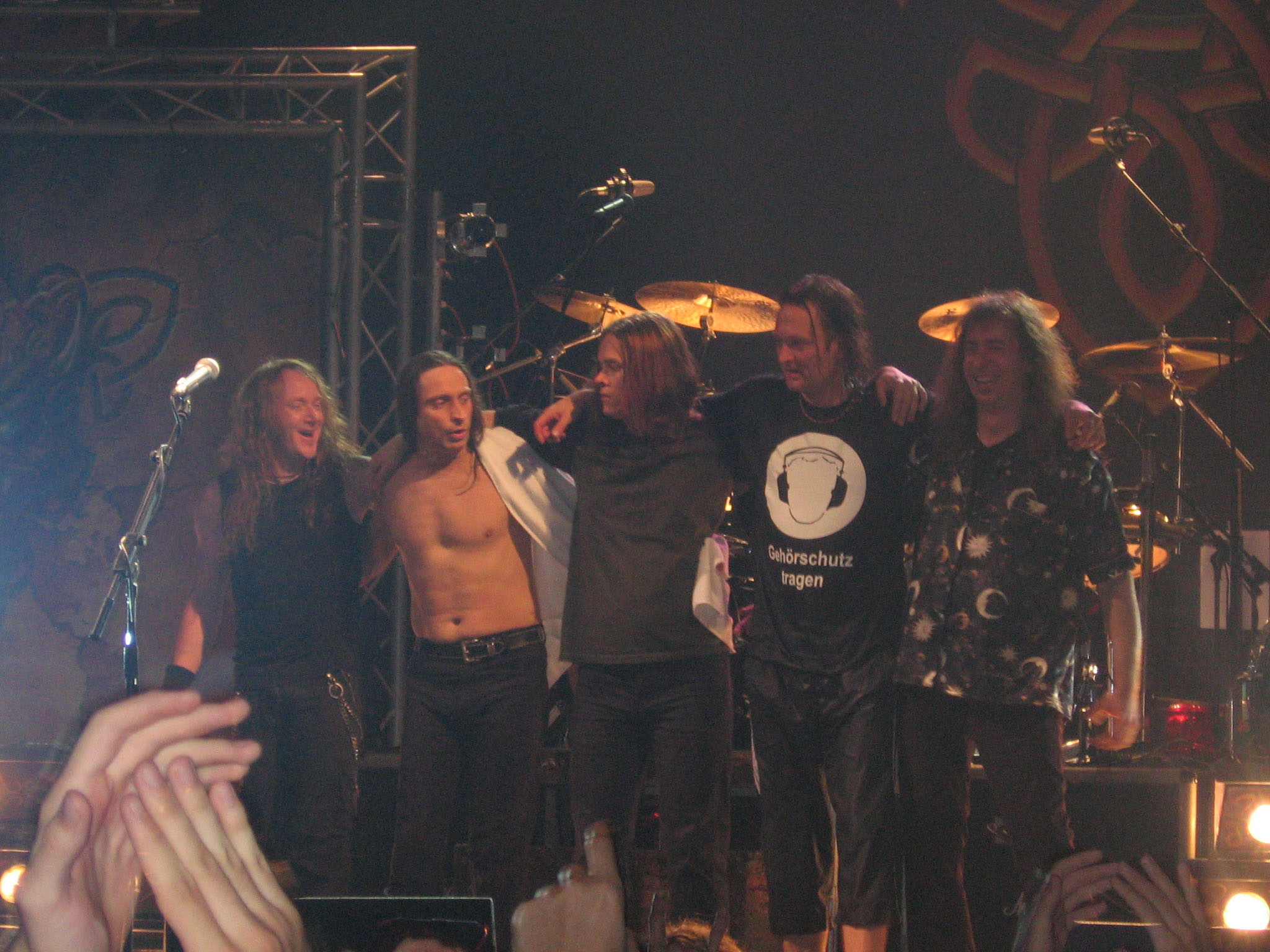
Gamma Ray.

L'anthropologue Sam Dunn situe les prémices du genre à la fin des années 1970. Selon lui, les bases du style lyrique du power metal furent posées par Ronnie James Dio. La thématique généralement fantastique des textes qu'il écrivit pour le groupe Rainbow ont largement influencé les groupes de power metal modernes. Selon Dunn, les chansons Stargazer et Kill the King, des albums Rising et Long Live Rock 'n' Roll constitueraient les premiers exemples du style. Poursuivant son travail généalogique dans sa série de documentaires Metal Evolution, l'anthropologue estime également que Rob Halford du groupe Judas Priest a jeté les bases du modèle vocal généralement employé dans le power metal. Le recours à un chant suraigu deviendra l'une des caractéristiques marquantes du power metal. L'utilisation d'arrangements pour deux guitares dans la musique de Judas Priest par le duo de guitaristes K. K. Downing et Glenn Tipton a aussi largement influencé le genre. L'influence d'un autre groupe anglais, Iron Maiden sera également cruciale dans l'essor du power metal, eu égard au caractère mélodique, épique et lyrique de leur musique. Il classe également le groupe Scorpions dans les premiers groupes de power metal.

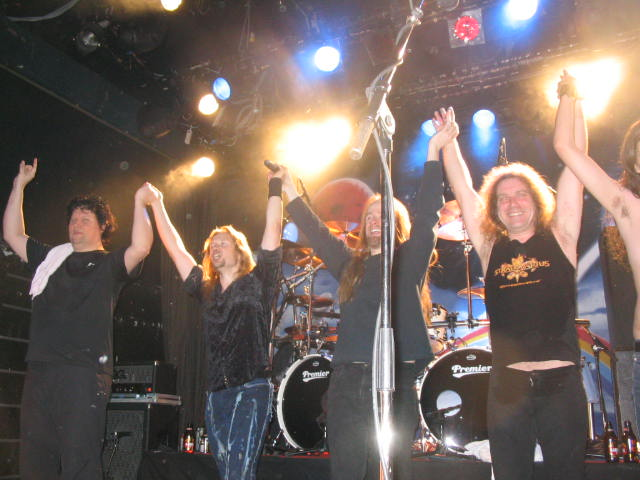
Stratovarius.

Au cours des années 1980, des groupes allemands comme Accept, Helloween ou Grave Digger ont mis l'accent sur le développement mélodique des chansons. Bien que principalement centré sur un style de heavy metal traditionnel, le groupe allemand Accept a joué un rôle prépondérant dans les premiers développements du speed metal et du power metal avec des chansons à la fois très rapides et très mélodiques comme Fast as a Shark, Wrong is Right ou TV Wars. Mais c'est le groupe allemand Helloween que l'on considère généralement comme le fondateur du genre, suivi de près par ses compatriotes de Blind Guardian. Helloween a largement contribué à la formalisation des contours du genre, adjoignant aux riffs de Heavy-speed classiques, des tournures très mélodiques et accrocheuses, ainsi que des  techniques vocales théâtrales inspirées d'Iron Maiden. Après deux premiers albums sortis en 1985 (le mini LP Helloween suivi dans la foulée du premier véritable album Walls of Jericho) qui ont posé les premières bases (particulièrement sur des titres comme Starlight, Ride the Sky et How Many Tears), les albums Keeper of the Seven Keys Part 1 (en 1987) et Keeper of the Seven Keys Part 2 (l'année suivante) ont constitué un tournant important. Le développement et les orientations esthétiques du power metal européen ont été largement tributaires de l'influence de ces albums.
Le terme de power metal n'était pas encore systématiquement utilisé dans la presse spécialisée de cette époque, ce style pouvant être indifféremment dénommé « speed metal », « speed mélodique », « heavy speed » voire simplement « heavy metal ». Ce n’est qu’à la fin des années 1990, avec l’arrivée d’une nouvelle vague de groupes inspirés par Helloween, que le terme power metal a été employé de façon plus systématique pour désigner cette forme de heavy metal.
Cette formule stylistique, sera poursuivie ensuite par  des groupes comme « Edguy, dont le chanteur Tobias Sammet mène également en parallèle le projet Avantasia. Cette lignée est prolongée en Finlande par Stratovarius, en France, par Heavenly, aux États-Unis avec Iced Earth, et au Brésil par Angra qui de plus intègre de fortes influences progressives. » Le genre reste toutefois moins populaire aux États-Unis et dans d'autres pays anglophones. Par contre, un grand festival connu sous le nom de Prog Power arrive tous les ans dans plusieurs pays comme le Royaume-Uni et les États-Unis et attire beaucoup de fans du genre. Il existe également aux États-Unis des groupes de power metal qui jouent dans le style mélodique européen avec par exemple le groupe floridien Kamelot, apparu comme un des groupes phare du genre avec la sortie des albums Epica et The Black Halo. Après Kamelot, le groupe de power metal Cellador, basé au Nebraska, a signé en août 2005 un contrat avec Metal Blade Records, signifiant le retour du style par un groupe local dans une maison de disques réputée aux États-Unis.

## Caractéristiques musicales

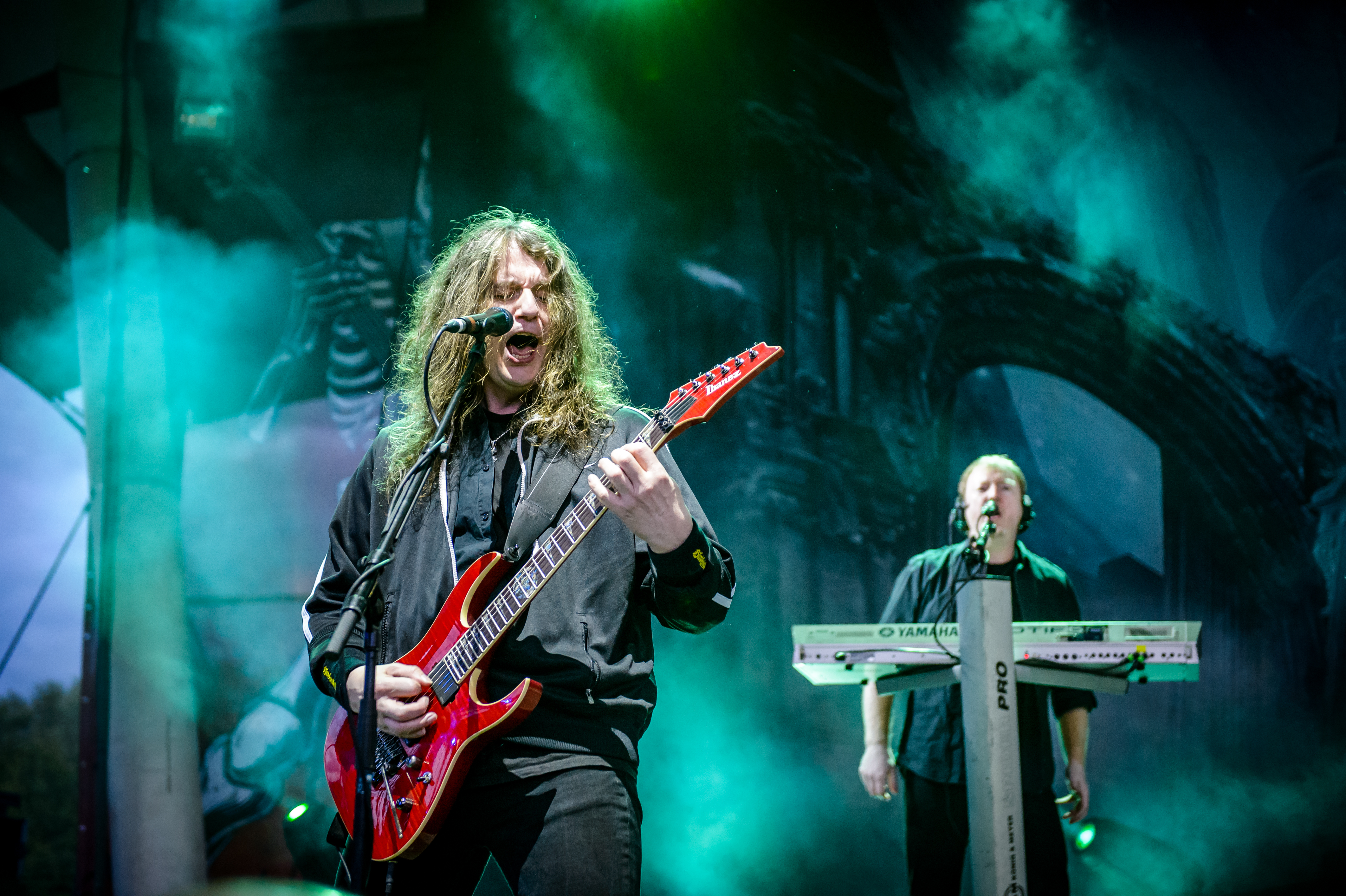
Blind Guardian au festival Rockhard en 2016.

### Caractéristiques générales
En Europe, « le premier constituant du power metal, selon le sociologue et chercheur spécialiste du metal, Fabien Hein, est en fait le heavy-speed mélodique. » Une forme de metal reprenant un certain nombre de traits propres au heavy metal traditionnel « du début des années 80 (Iron Maiden notamment) en lui adjoignant une touche de speed metal. »

« [Le genre], explique Hein, se caractérise par la présence de deux guitaristes solistes, d'un batteur muni d'une double grosse caisse et d'un chanteur officiant dans un registre assez aigu. Cette configuration permet de donner à l'ensemble une dynamique échevelée sur laquelle s'affrontent des soli de guitares. La mélodie est particulièrement privilégiée, notamment du point de vue des harmonies vocales qui sont quelquefois assez emphatiques et lyriques. Il en résulte des morceaux puissants à l'agressivité épurée, dont les lignes mélodiques sont aisément mémorisables et quelquefois empruntées à l'écriture classique. »

### Instruments
Les parties vocales ont généralement recours à un style de chant « clair » (bien distinct de la technique grunt, le chant caverneux plutôt utilisé dans les styles de metal extrême comme le death metal). Les groupes de power metal ont souvent recours à des vocalistes ayant reçu une formation vocale conséquente. Dans la continuité de modèles comme Bruce Dickinson ou Rob Halford, les chanteurs de power metal tendent à privilégier le registre aigu du chant, souvent en ayant recours à la technique du Falseto. Quelques chanteurs, comme Hansi Kürsch de Blind Guardian et Matt Smith de Theocracy, effectuent aussi un important travail d'arrangement polyphonique sur les voix, en enregistrant et superposant différentes pistes de chants.
Comme l'analyse le guitariste Stephan Forté dans son étude technique sur les différents styles de metal pour Guitarist Magazine, le jeu de guitare et de basse se caractérise généralement par des riffs construits sur des phrases rythmiques rapides en valeur brèves (double-croches ou sextolets) joués en continu en palm mute. Le guitariste note également l'utilisation fréquente de mélodies doublées à la tierce, exécutées respectivement par les deux guitares. À l'instar de nombreux sous-genres de metal, une place importante est également accordée à la virtuosité des soli de guitare.
Les batteurs de power metal privilégient fréquemment le recours à la technique de double pédale de grosse caisse afin de construire des phrases rythmiques fulgurantes, le plus souvent en double-croches  et sextolets, tandis que la caisse claire sert à marquer les temps de la mesure. Forté note toutefois que « si généralement les tempo sont assez élevés et soutenus par une double grosse caisse quasi permanente, certains groupes comme Edguy préfèreront composer des morceaux plutôt mid-tempo. » Beaucoup de groupes ont également recours aux services d'un claviériste. Quelques groupes, comme le groupe italien Rhapsody of Fire, sont aussi connus pour recourir à des arrangements à caractère symphonique.

### Thématiques
Le power metal accorde une importance primordiale aux atmosphères épiques. Le power metal traite souvent des thèmes épiques, cosmologiques, ou métaphysiques. Nombre de chansons de power metal tirent leur inspiration de thèmes liés à la mythologie, à la science-fiction ou de l'heroic fantasy. Les paroles dans le power metal sont souvent plus optimistes que nombre de sous-genres du heavy metal, avec des refrains aux allures d'hymne ou de célébration. De nombreux thèmes sont abordés dans le power metal. On distingue deux grandes tendances : d'une part, les groupes qui prennent leurs sources d'inspiration dans des thématiques liées à l'heroic fantasy et aux récits épiques : chevalerie, sorcellerie, héros combattant des dragons ou des démons, scènes de guerres, trope de la demoiselle en détresse (la princesse à libérer)… Ces thématiques se retrouvent notamment dans les chansons de groupes comme Manowar ou de Rhapsody. Toujours dans le domaine du fantastique, la science-fiction a pu aussi servir d'inspiration a certains groupes comme Gamma Ray. D'autres part, d'autres groupes à la suite de Helloween préféreront adopter une approche centrée sur des thématiques plus générales : la lutte du bien contre le mal, la vie, l'amour, les conflits intérieurs, les sentiments. Ainsi, le groupe Sabaton aborde très souvent le thème des guerres, par exemple, l'album The Great War prend pied pendant la Première Guerre mondiale.